# Ioan Lupescu
Ioan Angelo Lupescu (n. 9 decembrie 1968, București), cunoscut și ca Ionuț Lupescu este un fost fotbalist român care a jucat pentru echipa națională a României la Campionatele Mondiale de Fotbal din 1990 și 1994. După retragerea din activitatea de fotbalist, a încercat pentru o scurtă durată cariera de antrenor, apoi a devenit director general al Federației Române de Fotbal. Din 2012 până în 2018 a ocupat și postul de șef al Comisiei Tehnice a UEFA. A demisionat la această funcție pentru a candida la președinția Federației Române de Fotbal în aprilie 2018. În martie 2008 a fost decorat cu Ordinul „Meritul Sportiv” clasa a III-a, pentru rezultatele obținute în preliminariile Campionatului European și pentru calificarea la turneul final. Este fiul fostului mare jucător Nicolae Lupescu.

## Cariera de fotbalist
Și-a făcut junioratul la echipele Mecanică Fină București și Dinamo București. A debutat în Divizia A la vârsta de 17 ani. Primul său meci oficial a avut loc la 21 septembrie 1986, într-o victorie a lui Dinamo cu 4-1, în fața echipei SC Bacău.
După participarea cu echipa națională a României la Campionatul Mondial din 1990, a fost remarcat de echipa germană Bayer Leverkusen. Cu aceștia a câștigat Cupa Germaniei în 1993 și a ajuns în semifinalele Cupei UEFA în sezonul 1994-1995. În 1996 s-a transferat la rivala din Bundesliga Borussia Mönchengladbach. În 1998 a revenit la Dinamo alături de care a câștigat titlul de campion în 2000. După o escală în Turcia, la Bursaspor, la începutul sezonului 2000-2001, s-a reîntors la Dinamo cu care a încheiat sezonul respectiv. În octombrie 2001 a semnat un contract cu echipa saudită Al-Hilal, dar după cinci luni a revenit la Dinamo, unde și-a încheiat cariera.

## Echipa națională
Lupescu a jucat 74 de meciuri pentru reprezentativa României și a marcat 6 goluri. A debutat pe 3 februarie 1988, într-un meci împotriva echipei naționale a Israelului, câștigat de România cu 2-0. A participat la două Campionate Mondiale, în 1990 și 1994, la cel din Statele Unite făcând parte din generația care a ajuns până în sferturile de finală. A jucat de asemenea la două Campionate Europene, în 1996 și 2000. A bifat și șapte meciuri pentru echipa națională de tineret a României.

### Goluri la echipa națională
Golurile echipei României sunt trecute primele. Coloana „Scor” indică scorul după golul marcat de jucător.
| # | Data             | Stadion                                | Adversar          | Scor | Rezultat | Competiție                  |
| - | ---------------- | -------------------------------------- | ----------------- | ---- | -------- | --------------------------- |
| 1 | 29 august 1990   | Stadionul Lujniki, Moscova, URSS       | Uniunea Sovietică | 2–0  | 2–1      | Meci amical                 |
| 2 | 5 decembrie 1990 | Stadionul Național, București, România | San Marino        | 4–0  | 6–0      | Calificări pentru EURO 1992 |
| 3 | 6 mai 1992       | Stadionul Ghencea, București, România  | Insulele Feroe    | 5–0  | 7–0      | Calificări pentru CM 1994   |
| 4 | 20 mai 1992      | Stadionul Ghencea, București, România  | Țara Galilor      | 2–0  | 5–1      | Calificări pentru CM 1994   |
| 5 | 20 mai 1992      | Stadionul Ghencea, București, România  | Țara Galilor      | 3–0  | 5–1      | Calificări pentru CM 1994   |
| 6 | 18 august 1999   | Stadionul Tsirion, Limassol, Cipru     | Cipru             | 1–1  | 2–2      | Meci amical                 |

## Cariera de antrenor
Lupescu a obținut în 2003 licența de antrenor la Universitatea Sportivă Germană din Köln. A profesat doar pentru o scurtă perioadă, pregătind pentru câteva luni echipele FCM Bacău și FC Brașov. În 2005 a devenit director general al Federației Române de Fotbal.

## Trofee

### Club
Dinamo București
- Divizia A: 1989-90, 1999-00, 2001–02
- Cupa României: 1989-90, 1999-00, 2000–01

Bayer Leverkusen
- Cupa Germaniei: 1992-93

## Afaceri
A înființat revista „Sportmagazin kicker”, care a falimentat la scurt timp de la lansarea pe piață și a fost asociat în postul de radio Total Sport FM.